# NGC 6464
NGC 6464 (również PGC 60818) – galaktyka spiralna z poprzeczką (SBc), znajdująca się w gwiazdozbiorze Smoka. Odkrył ją Lewis A. Swift 18 września 1884 roku.
W galaktyce tej zaobserwowano supernową SN 1992aa.